# 弗洛里卡鄉
44°54′N 26°46′E / 44.900°N 26.767°E
弗洛里卡鄉（羅馬尼亞語：Florica, Buzău），是羅馬尼亞的鄉份，位於該國東南部，由布澤烏縣負責管轄，面積44平方公里，海拔高度79米，2007年人口1,619，人口密度每平方公里37人。